# 6520 Sugawa
6520 Sugawa este un asteroid din centura principală de asteroizi.

## Descriere
6520 Sugawa este un asteroid din centura principală de asteroizi. A fost descoperit pe 16 aprilie 1991 la Kiyosato de Satoru Ōtomo și Osamu Muramatsu. Asteroidul prezintă o orbită caracterizată de o semiaxă mare de 2,34 ua, o excentricitate de 0,20 și o înclinație de 4,8° în raport cu ecliptica.